# Warpath (album)
Pour le super-héros, voir Warpath.
Albums de Six Feet Under
Alive and Dead
(1996) Maximum Violence
(1999)
Warpath est le 2e album studio de Six Feet Under.

## Liste des titres
1. War Is Coming - 3:14
2. Noexistence - 3:34
3. A Journey Into Darkness - 2:17
4. Animal Instinct - 4:48
5. Death or Glory - 2:50
6. Burning Blodd - 3:57
7. Manipulation - 2:51
8. 4:20 - 4:20
9. Revenge of the Zombie - 2:48
10. As I Die - 3:54
11. Night Visions - 3:07
12. Caged and Disgraced - 3:33

## Composition du groupe
- chant : Chris Barnes
- guitare : Allen West
- batterie : Greg Gall
- basse : Terry Butler